# مننگو، آنگولا
مننگو (به انگلیسی: Menongue (Vila Serpa, Pinto, Serpa Pinto)) شهری در استان کواندو کوبانگو واقع در کشور آنگولا است که در سال ۲۰۰۹ میلادی ۳۱٬۴۴۵ نفر جمعیت داشته است.